# Rue de Mouzaïa
La rue de Mouzaïa est une voie située dans le quartier Amérique du 19e arrondissement de Paris.

## Situation et accès

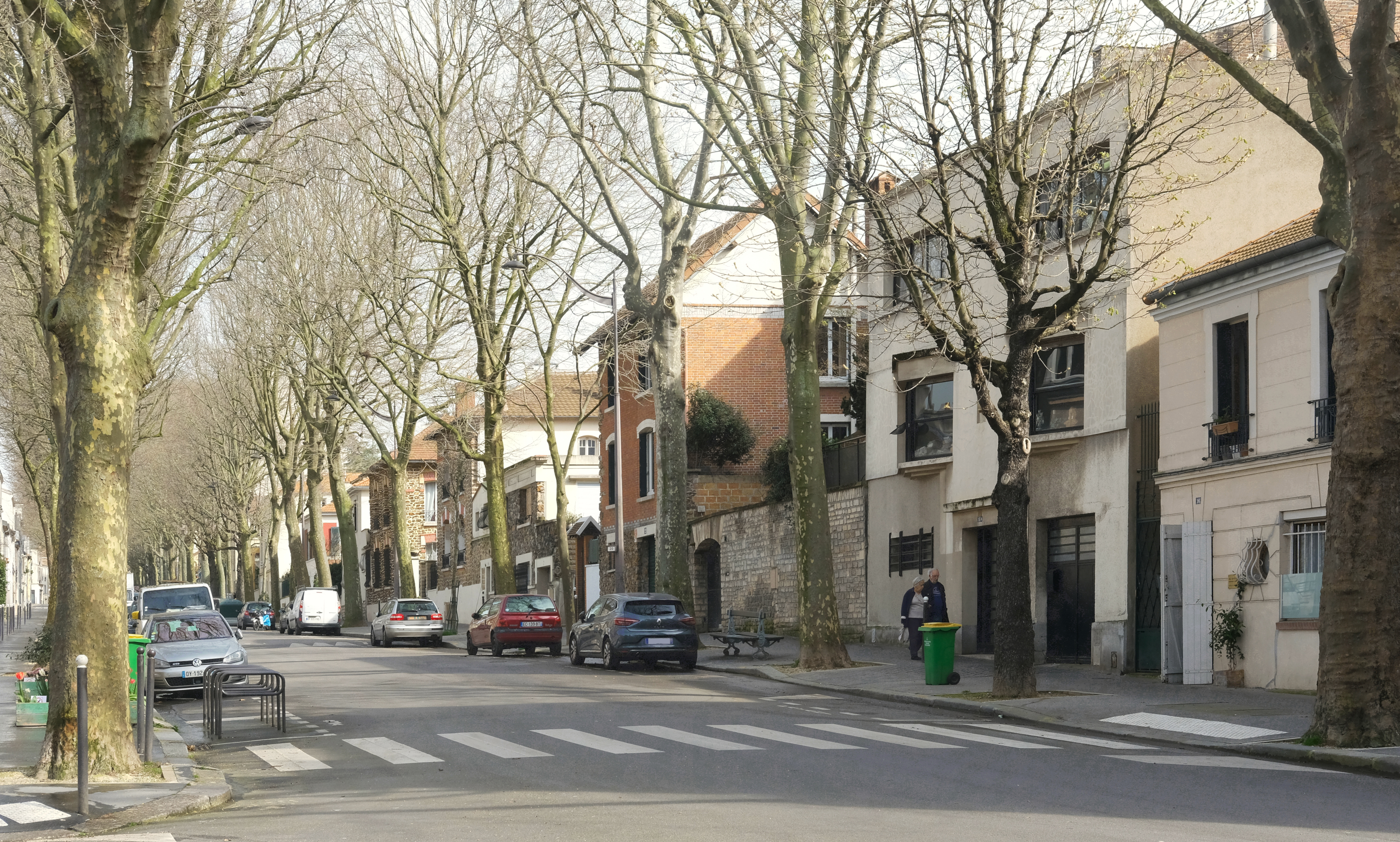
La rue de Mouzaïa, au niveau de la rue des Mignottes.

Située juste au-dessus du parc des Buttes-Chaumont, cette rue dessert de part et d'autre une série d'allées flanquées de maisonnettes et jardins, les villas de la Mouzaïa, ainsi que le hameau du Danube, l'ensemble constituant ce qui est parfois appelé « le quartier de la Mouzaïa ». 
On trouve ainsi sur le côté sud de la rue les villas d'Alsace, Eugène-Leblanc, Émile-Loubet, de Bellevue, des Lilas, Sadi-Carnot et Félix-Faure, et sur son côté nord, celles du Progrès et de la Renaissance.

## Origine du nom
Cette voie tient son nom du col de Mouzaïa, dans l'actuelle wilaya de Blida en Algérie, en raison des combats qui y eurent lieu lors de la conquête de l'Algérie par la France en 1830 entre le général Clauzel et les troupes du bey de Tittery, Mustapha-Ben-Mezrag, puis en 1839-1840 entre le général Lamoricière et les troupes d'Abd el-Kader.

## Historique
Classée par un décret du 21 juillet 1879 depuis la rue du Général-Brunet et un point situé à 33 m en deçà de la rue des Lilas, cette voie est prolongée entre cette dernière voie et le boulevard Sérurier par un décret du 8 décembre 1899. 

Lotissement du quartier entre 1861 et 1899
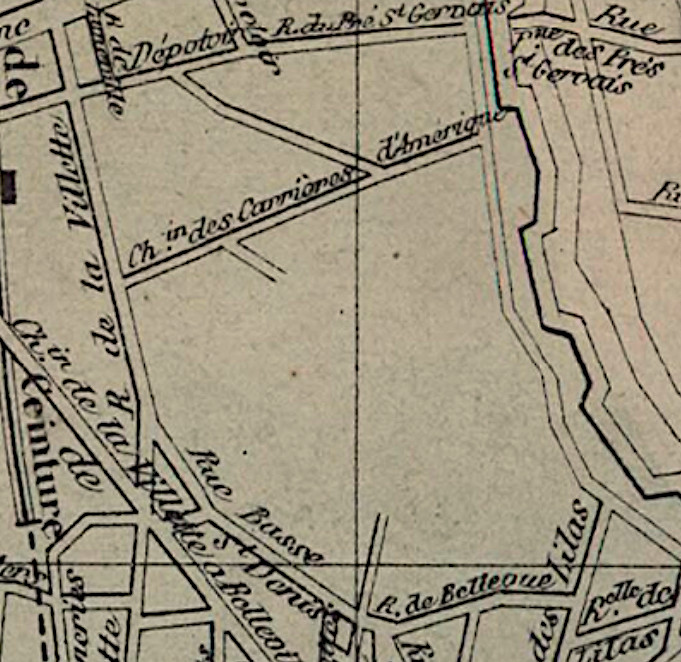
En 1861.
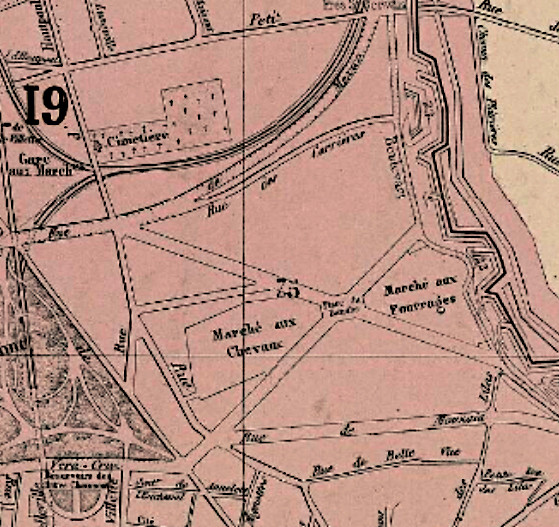
En 1878.
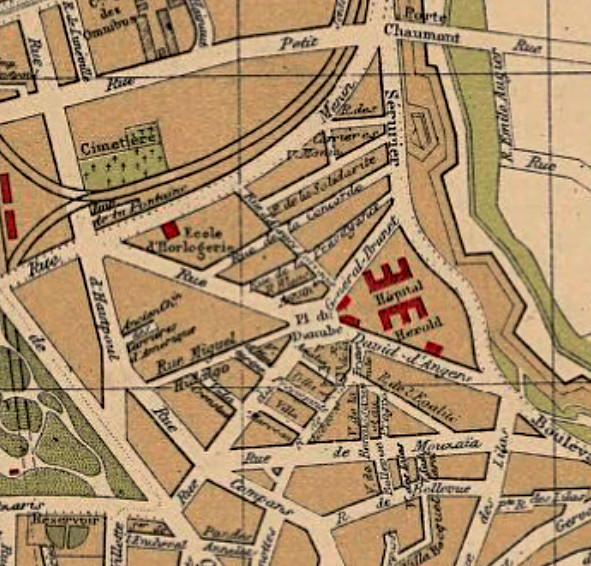
En 1899.

La rue ne bénéficie pas des travaux d'aménagements des années 1960 puisque le sol est en partie friable. En effet, il s'agit d'anciennes carrières, sur lesquelles ne peuvent pas être érigés des immeubles d'habitations.

## Bâtiments remarquables et lieux de mémoire
- Une plaque indique au n°10 le texte suivant : 
« La nuit du 26 au 27 août 1944, l’aviation allemande bombarda Paris, lâchant 1000 bombes incendiaires qui provoquèrent la mort de 123 personnes et en blessèrent 466 autres. plus de 400 bâtiments furent détruits ou endommagés cette nuit-là. Plusieurs rues du XIXe arrondissement furent touchées. L’une d’elle tomba ici même, rue Mouzaïa ».
- L'église Saint-François-d'Assise de Paris y est située.
- no 43, Jean Dettweiller membre de la bande à Bonnot y  habite en 1900.
- Immeuble du no 58, bâtiment conçu en 1974 par les architectes Claude Parent et André Remondet. Il s'agit d'un des rares exemples d'architecture brutaliste à Paris. Un poème de Catherine Val est gravé sur un mur graffiti du rez-de-chaussée.
- Immeuble du no 66, bâtiment conçu en 1924. Ayant abrité l'usine de machines à coudre Athos, il constitue un bel exemple d'architecture industrielle.
- Willy Ronis a photographié la rue en 1967[2]

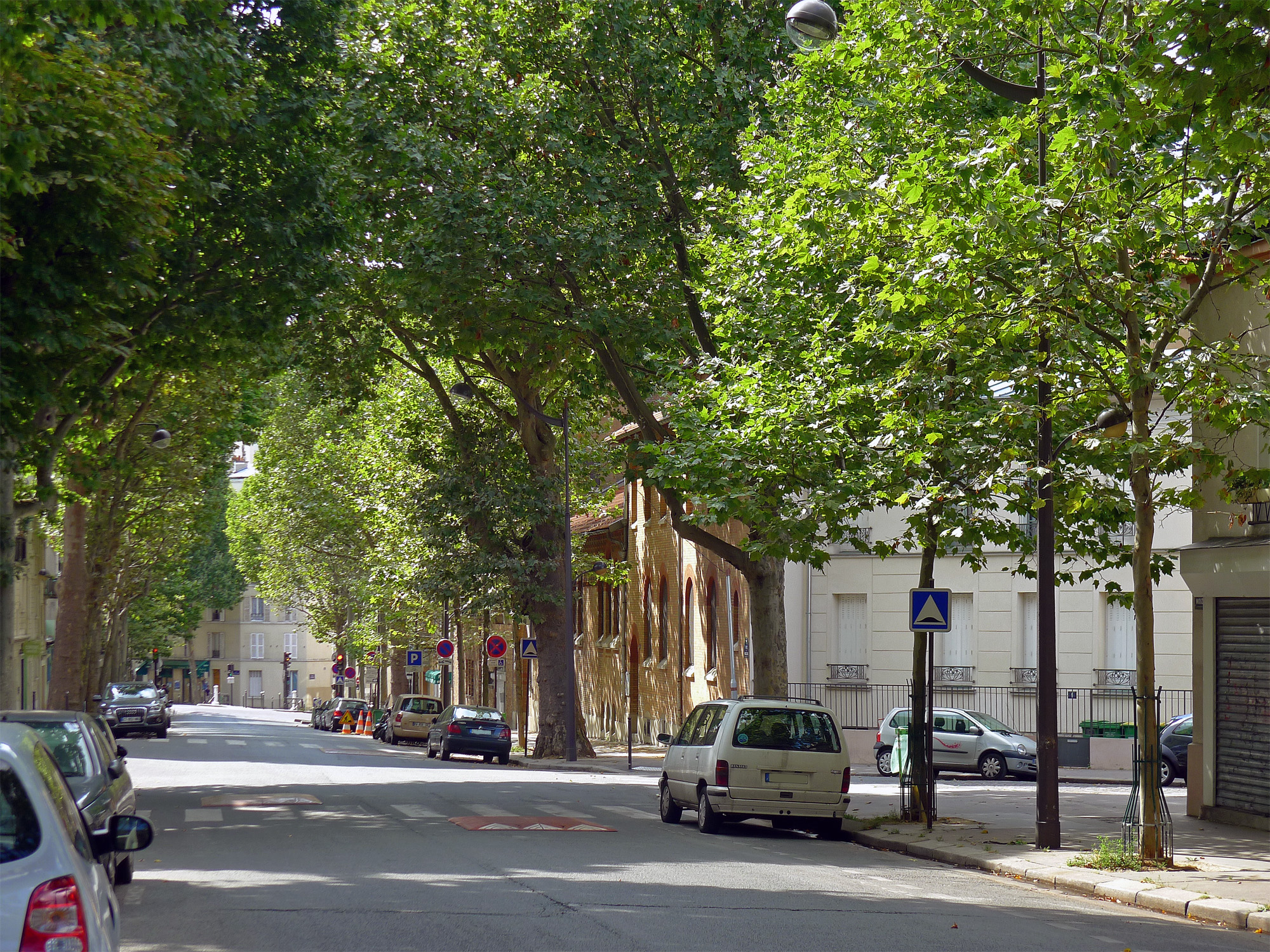
La rue à proximité de la rue du Général-Brunet.
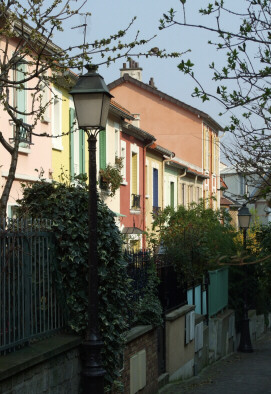
Une des nombreuses « villas » adjacente à la rue : la villa de la Renaissance.
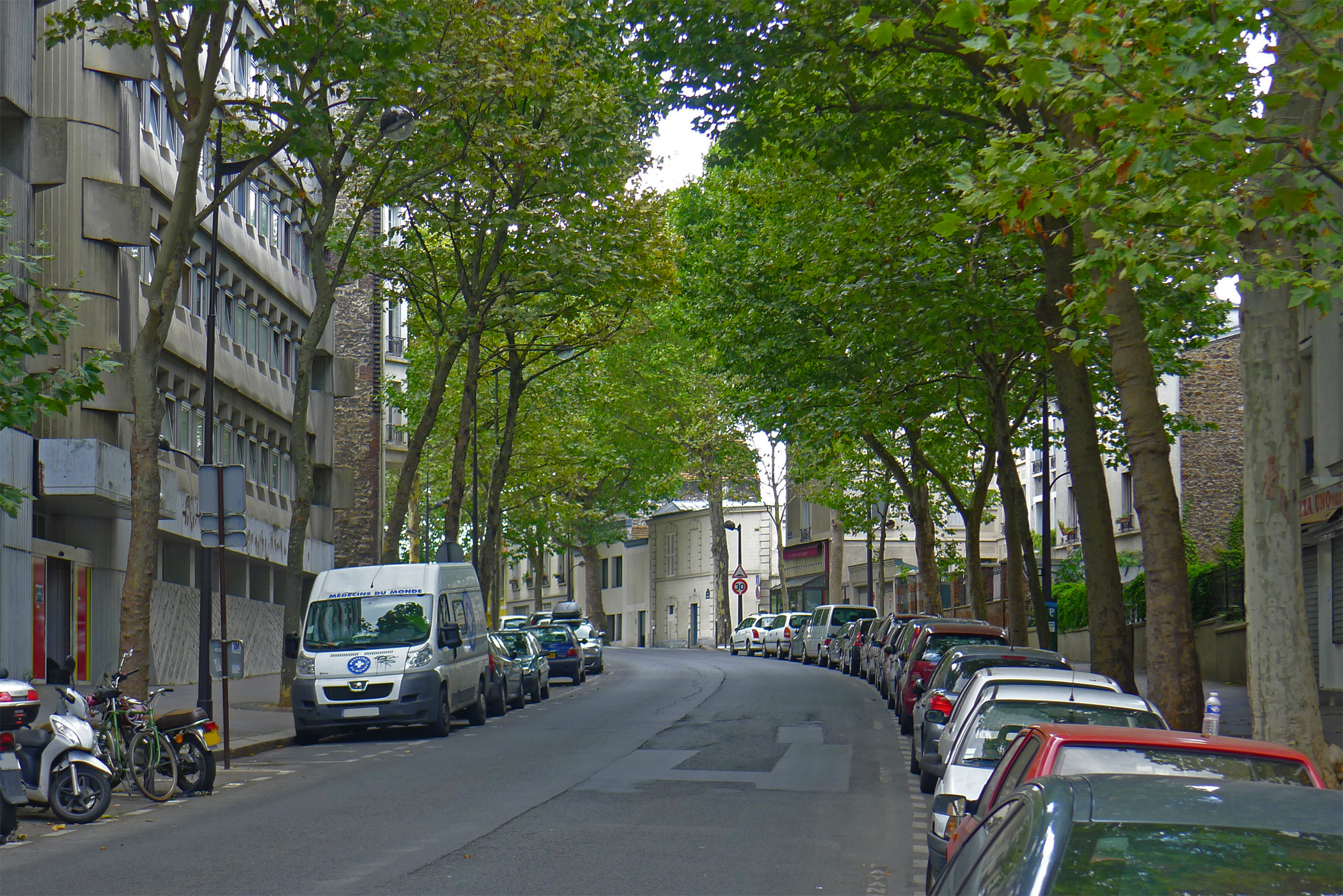
La rue à proximité du boulevard Sérurier.